# Calyptomyrmex beccarii
Calyptomyrmex beccarii is een mierensoort uit de onderfamilie van de Myrmicinae. De wetenschappelijke naam van de soort is voor het eerst geldig gepubliceerd in 1887 door Carlo Emery. Hij noemde de soort naar Odoardo Beccari die ze in Amboina had verzameld.